# Manias
"Manías" é uma canção da cantora mexicana Thalía, gravada para seu décimo primeiro álbum de estúdio, Habitame Siempre. A música foi escrita e composta por Raul Ornelas e foi lançada mundialmente pela Sony Music como o primeiro single do álbum em 8 de outubro de 2012. Ele marca o retorno de Thalía à música depois de quatro anos sem um álbum de inéditas.
Thalía anunciou através de sua conta oficial no Twitter, que a música é dedicada a sua mãe que morreu no ano passado. "Manías" recebeu críticas altamente positivas dos críticos, que aclamaram a evolução artística e as habilidades vocais da cantora. Também teve um impacto positivo nas vendas digitais, conseguindo estrear em mais de 20 países no primeiro dia de seu lançamento, alcançando a primeira posição em muitos deles. Thalía cantou a música ao vivo pela primeira vez em seu programa especial na Univision, intitulado "Habitame Siempre". Seu show foi transmitido pelo canal nos Estados Unidos em 18 de novembro de 2012.

## Performances ao vivo
Thalia cantou a música em um show especial de TV no qual ela apresentou uma pequena parte de seu álbum, além de apresentar alguns dos sucessos mais representativos de sua carreira. Seu show foi transmitido na Univision dos Estados Unidos em 18 de novembro de 2012 e pela Televisa no México em 24 de novembro. O show aconteceu no Hammerstein Ballroom em Nova York em 21 de setembro de 2012. Durante o show, Thalia revelou que "Manías" seria lançado como o primeiro single do seu álbum.
Ela também cantou a música no aniversário da Univision no programa Sábado Gigante, em 27 de outubro de 2012 e algumas semanas depois no La Voz, um reality show de talentos e uma competição de canto da TV mexicana.
Durante sua turnê promocional na Espanha, Thalía cantou a música para o público espanhol em uma apresentação ao vivo no anual Cadena Dial Awards, que aconteceu em Tenerife em 13 de março de 2013. Ela também incluiu a música no setlist da VIVA! Tour, definido para ser lançado em 24 de março de 2013 em Chicago. No total, ela já performou a música 4 vezes até hoje.

## Vídeo musical
O "making of" do vídeo estreou no VEVO em 09 de novembro de 2012. Ele contou com cenas de fundo da gravação da música no estúdio. O videoclipe oficial da música estreou no VEVO em 18 de dezembro de 2012. O vídeo foi gravado no Hammerstein Ballroom em Nova York e apresenta a performance ao vivo de Thalía da música. O mesmo vídeo foi usado durante a semana do lançamento do álbum como parte de um especial de TV promocional.

## Faixas
- Download digital [10]

1. "Manías" – 3:54
2. "Manías (Jump Smokers Remix)" - 4:17
3. "Manías (Bachata Remix)" - 3:51

- CD Single

1. "Manías" - 3:54

## Desempenho nas tabelas musicais e certificação
| Chart (2012-13)                                    | Maior posição |
| -------------------------------------------------- | ------------- |
| Espanha (PROMUSICAE)                               | 35            |
| Estados Unidos (Billboard Mexican Espanol Airplay) | 1             |
| Estados Unidos (Billboard Hot Latin Songs)         | 26            |
| Estados Unidos (Billboard Latin Pop Airplay)       | 14            |
| Estados Unidos (Billboard Tropical Songs)          | 40            |
| México (Monitor Latino)                            | 4             |

| País (Empresa)                          | Certificação            | Vendas  |
| --------------------------------------- | ----------------------- | ------- |
| México (AMPROFON)                       | Ouro[carece de fontes?] | 70,000* |
| *vendas baseadas apenas na certificação |                         |         |

## Histórico de lançamento
| País           | Data                  | Formato                         |
| -------------- | --------------------- | ------------------------------- |
| Mundo          | 8 de outubro de 2012  | Download digital                |
| América Latina | 8 de outubro de 2012  | Download digital, Airplay       |
| México         | 20 de outubro de 2012 | Airplay, CD Single              |
| Estados Unidos | 22 de outubro de 2012 | Rádio Contemporânea Em Espanhol |

## Créditos
| - Intérprete: Thalia - Produtor: Cheche Alara - Diretores de voz: Cheche Alara, Paul Forat - Engenheiro de voz: Rafa Sardina, Pablo Arraya - Engenheiro de gravação: Rafa Sardina - Arranjos: Cheche Alara - Arranjos de cordas: Cheche Alara - Piano, Hammond, Wurli e teclados: Cheche Alara | - Bateria: Randy Cooke - Guitarra Acústica e Elétrica: Tim Pierce - Percussão: Luis Conte - Baixo: Lee Sklar - Refrão: Facundo Monty, Jonathan Eugênio, Camila Ibarra, Ayelén Zuker - Mixagem por: Peter Mokran |